# Ugni candollei
Ugni candollei är en myrtenväxtart som först beskrevs av François Marius Barnéoud, och fick sitt nu gällande namn av Otto Karl Berg. Ugni candollei ingår i släktet Ugni och familjen myrtenväxter. Inga underarter finns listade i Catalogue of Life.